# Contea di He
La contea di He (和县S, Hé XiànP) è una contea della Cina, situata nella provincia dell'Anhui.